# Stephen Lewis
Stephen Lewis, właśc. Stephen Cato (ur. 17 grudnia 1926 w Londynie, zm. 12 sierpnia 2015 w Wanstead) – brytyjski aktor komediowy, znany przede wszystkim ze swej trwającej blisko czterdzieści lat kariery telewizyjnej.
Jako młody człowiek pracował jako marynarz. W latach 50. w dość przypadkowy sposób znalazł się na castingu do grupy teatralnej Theatre Workshop, który przeszedł pomyślnie i został zaproszony w skład tego zespołu. W 1958 zadebiutował na West Endzie w sztuce The Hostage. W 1960 wystawiona została jego własna sztuka Sparrers Can’t Sing, komedia ukazująca codzienne życie w jednej z biedniejszych dzielnic Londynu. W 1963 została ona zekranizowana, zaś obok samego Lewisa w filmie wystąpiła m.in. Barbara Windsor, która otrzymała za tę rolę nominację do nagrody BAFTA.
W 1969 Lewis otrzymał jedną z głównych ról w popularnym sitcomie On The Buses, emitowanym przez stacje sieci ITV. Zagrał we wszystkich 74 odcinkach, a także w trzech opartych na serialu filmach kinowych i jego trzynastoodcinkowej kontynuacji, Don’t Drink the Water. W drugiej połowie lat 70. grał w serialu The Fosters, pojawił się także w dwóch filmach należących do popularnego wówczas w Wielkiej Brytanii, choć pogardzanego przez elity, gatunku sex comedies, łączącego elementy komedii i filmu erotycznego.
W 1988 powrócił do telewizji po kilku latach nieobecności, dołączając do obsady serialu Babie lato, w którym występował w jednej z ról drugoplanowych przez kolejnych 19 lat. Równolegle w latach 1995–1997 grał podstarzałego już nieco zawiadowcę kolejowego w Stacyjce Hatley, ostatnim serialu Davida Crofta. W 2007 zakończył swoją karierę aktorską, w wieku 81 lat, ze względu na pogarszający się stan zdrowia.